# مارتین بال
مارتین بال (انگلیسی: Martin Ball؛ زادهٔ ۱۰ اکتبر ۱۹۶۴) بازیگر، بازیگر سینما و بازیگر تلویزیون اهل بریتانیا است.
بال آخرین نمایش خود را در ۱۶ نوامبر ۲۰۱۹ در تئاتر می فلاور در Southampton انجام داد.
او در آوریل ۲۰۲۱ به عنوان موریس در تور بریتانیا در Beauty and the Beast انتخاب شد.